# Allogymnopleurus signaticollis
Allogymnopleurus signaticollis là một loài bọ cánh cứng trong họ Bọ hung (Scarabaeidae).